# Lukas Engelberger
Lukas Engelberger, né le 2 mai 1975 à Bâle, est une personnalité politique suisse du canton de Bâle-Ville, membre du Centre.
Il est conseiller d’État du canton de Bâle-Ville depuis 2014.

## Biographie
Lukas Engelberger naît le 2 mai 1975 à Bâle.
Il obtient une licence en droit à l'Université de Bâle en 1999, puis un doctorat en 2004 (sur le sujet de l'applicabilité directe du droit de l'Organisation mondiale du commerce). Il est également titulaire du brevet d'avocat depuis 2001,,.
Il travaille dans un cabinet d'avocats bâlois de 2003 à 2005, puis comme juriste pour l'entreprise pharmaceutique Roche jusqu'à son élection au gouvernement de Bâle-Ville en 2014.
Il joue du piano depuis son enfance.
Il est marié au médecin Kirsten Beckers Engelberger et père de trois enfants.

## Parcours politique
Il adhère au Parti démocrate-chrétien (PDC) en 1994. Il en préside la section de son canton en 2013-2014.
Il accède au Grand Conseil du canton de Bâle-Ville en 2004. Il y préside la commission chargée de mettre en œuvre la nouvelle constitution de 2005 à 2007 et la commission de l'économie et des redevances de 2007 à 2013.
Le 22 juin 2014, il est élu au Conseil d'État au second tour lors d'une élection complémentaire provoquée par la démission du PDC Carlo Conti. Il prend ses fonctions le 1er août 2014,, à la tête du département de la santé. Il est réélu au premier tour les 23 octobre 2016 et 25 octobre 2020.
Il préside à partir de juin 2020 la Conférence des directeurs cantonaux de la santé, ce qui lui donne une large couverture médiatique dans l'ensemble du pays en raison de la pandémie de COVID-19.